# Hvor er byen?
Hvor er byen? er en dansk dokumentarfilm fra 2005, der er instrueret af Jens Ravn.

## Handling
Hvad er en by? Er de tætte parcelhusforstæder med en kæmpe Bilka ikke lige så meget by som Århus centrum? Om byernes udvikling og fremtid i Danmark.